# Fläcktjockfot
Fläcktjockfot (Burhinus capensis) är en huvudsakligen afrikansk fågel i familjen tjockfotar inom ordningen vadarfåglar.

## Kännetecken

### Utseende
Fläcktjockfoten är liksom andra tjockfotar en medelstor kryptiskt tecknad ensamlevande vadarfågel med stora gula ögon som är mest aktiv i skymning och på natten. Den har en kroppslängd på 37-44 centimeter. Unikt för tjockfotarna har den fläckig snarare än streckad ovansida. Ansiktet är relativt mörkt och otecknad och olikt andra arter i familjen är vingtäckarna mer lika resten av översidan.

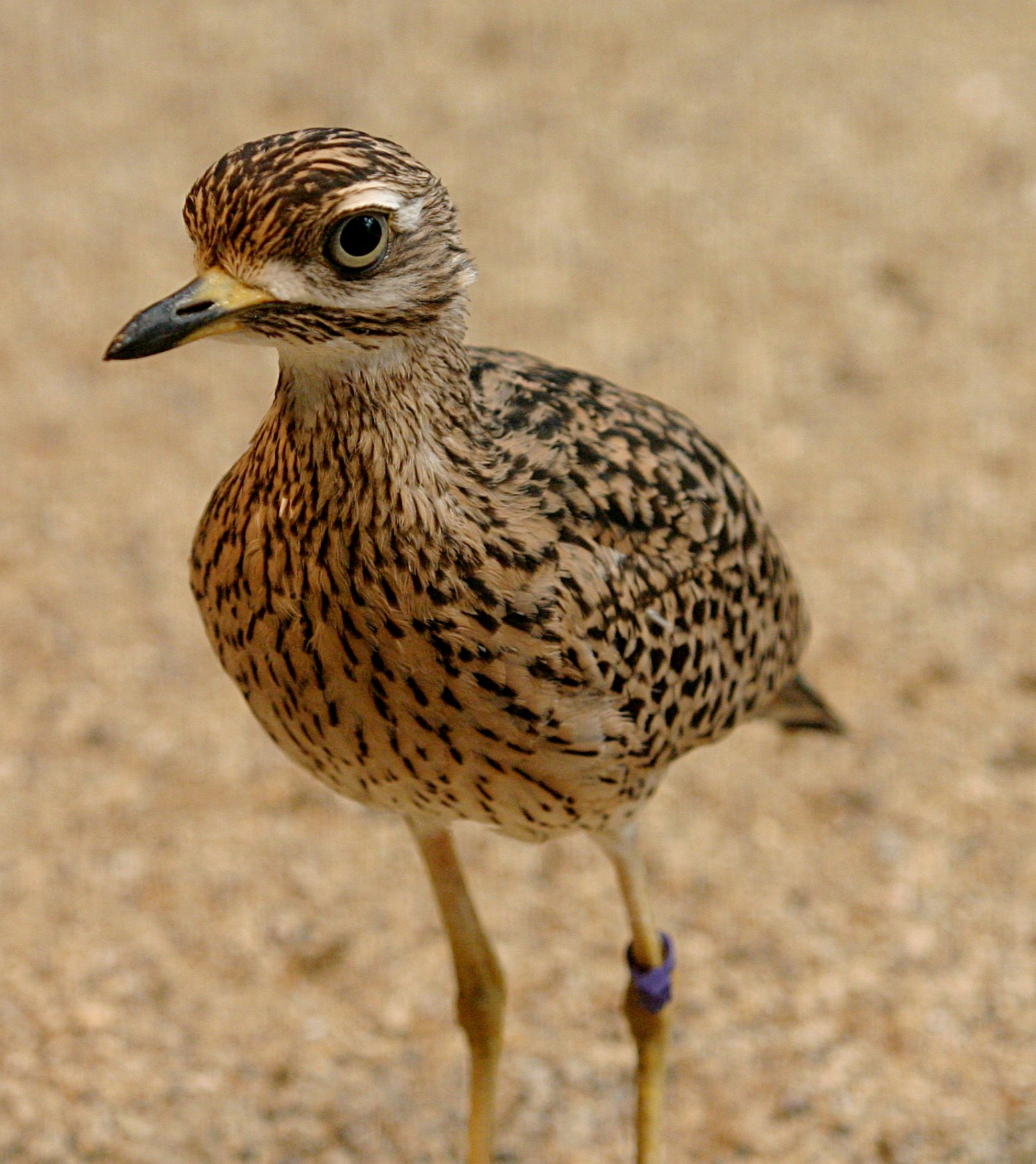
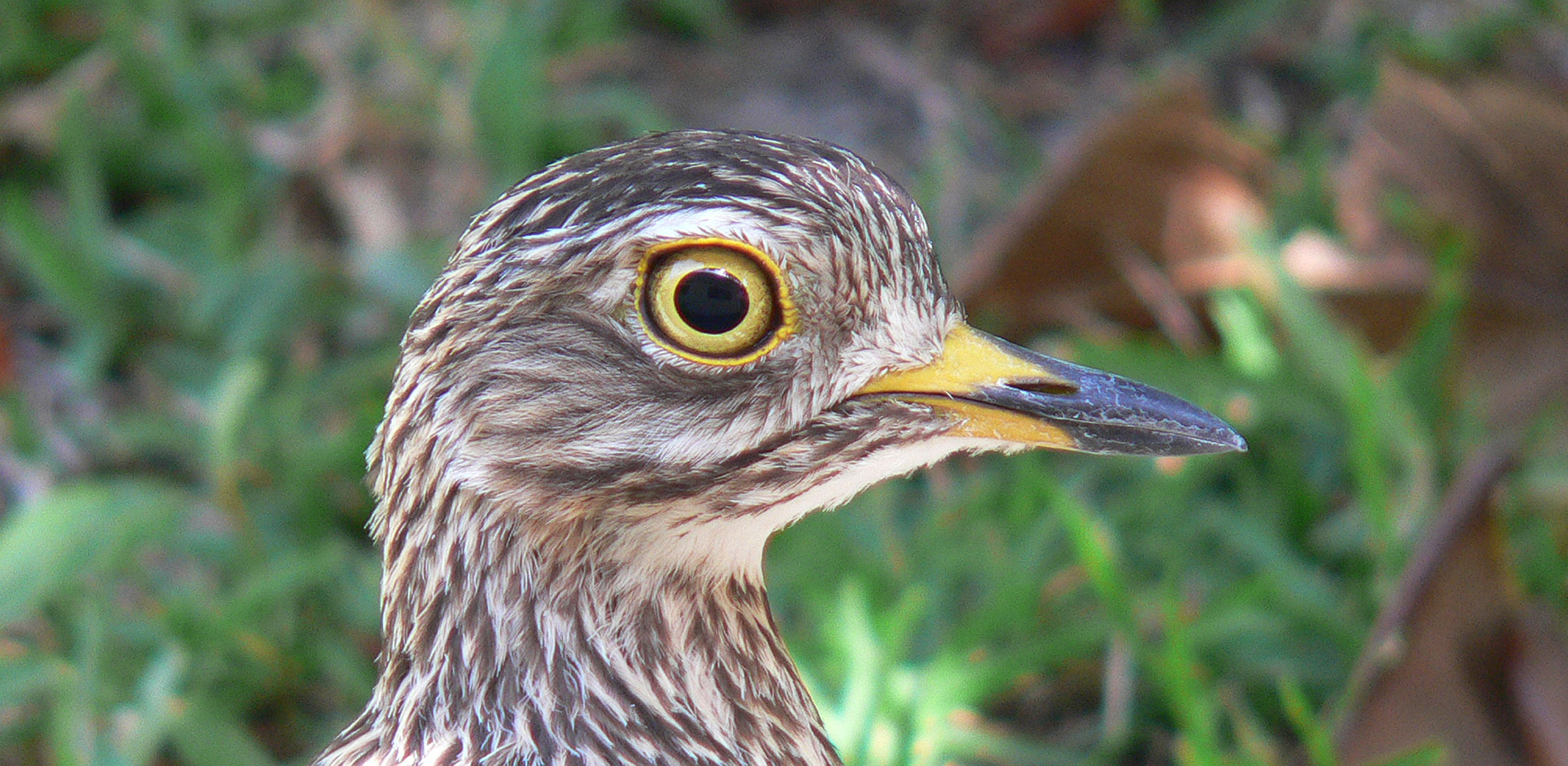
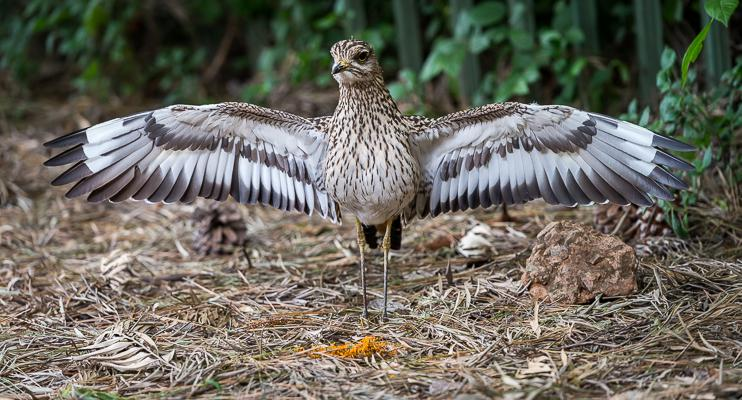

### Läte
Fläcktjockfotens läte som oftast hörs nattetid är en stigande och sedan fallande serie som i engelsk litteratur återges som "whi-whi-whi-WHI-WHI-WHI-whi-whi".

## Utbredning och systematik
Fläcktjockfot delas in i fyra underarter med följande utbredning:
- Burhinus maculosus maculosus – Senegal till Somalia, Uganda och Kenya
- Burhinus maculosus dodsoni – kustnära Somalia och södra Arabiska halvön (sydvästra Saudiarabien, Jemen samt södra, centrala och östra Oman[6])
- Burhinus maculosus capensis – Kenya till Sydafrika och från västra Zambia till Angola
- Burhinus maculosus damarensis – Namibia till Botswana och Kapprovinsen

## Ekologi

### Levnadsmiljö
Fågeln påträffas i arida områden som öppen skog, savann, buskrik gräsmark, steniga sluttningar och fält, men också stora parker, sportfält och stränder. Nattetid kan den till och med ta sig in till byar och städer. Dagtid föredrar den skugga under träd eller buskar eller bland stenblock.

### Föda
Arten lever troligen huvudsakligen av insekter, men intar också små groddjur, mollusker, kräftdjur och frön. Den födosöker på marken nattetid, men även dagtid i mulet väder.

### Häckning
Fläcktjockfoten inleder häckningen mot slutet av torrperioden eller i början av regnperioden. Den lägger vanligtvis två ägg i en uppskrapad grop som fodrats med stenar, djurspillning eller grässtrån. Äggen ruvas i cirka 24 dagar av båda könen.

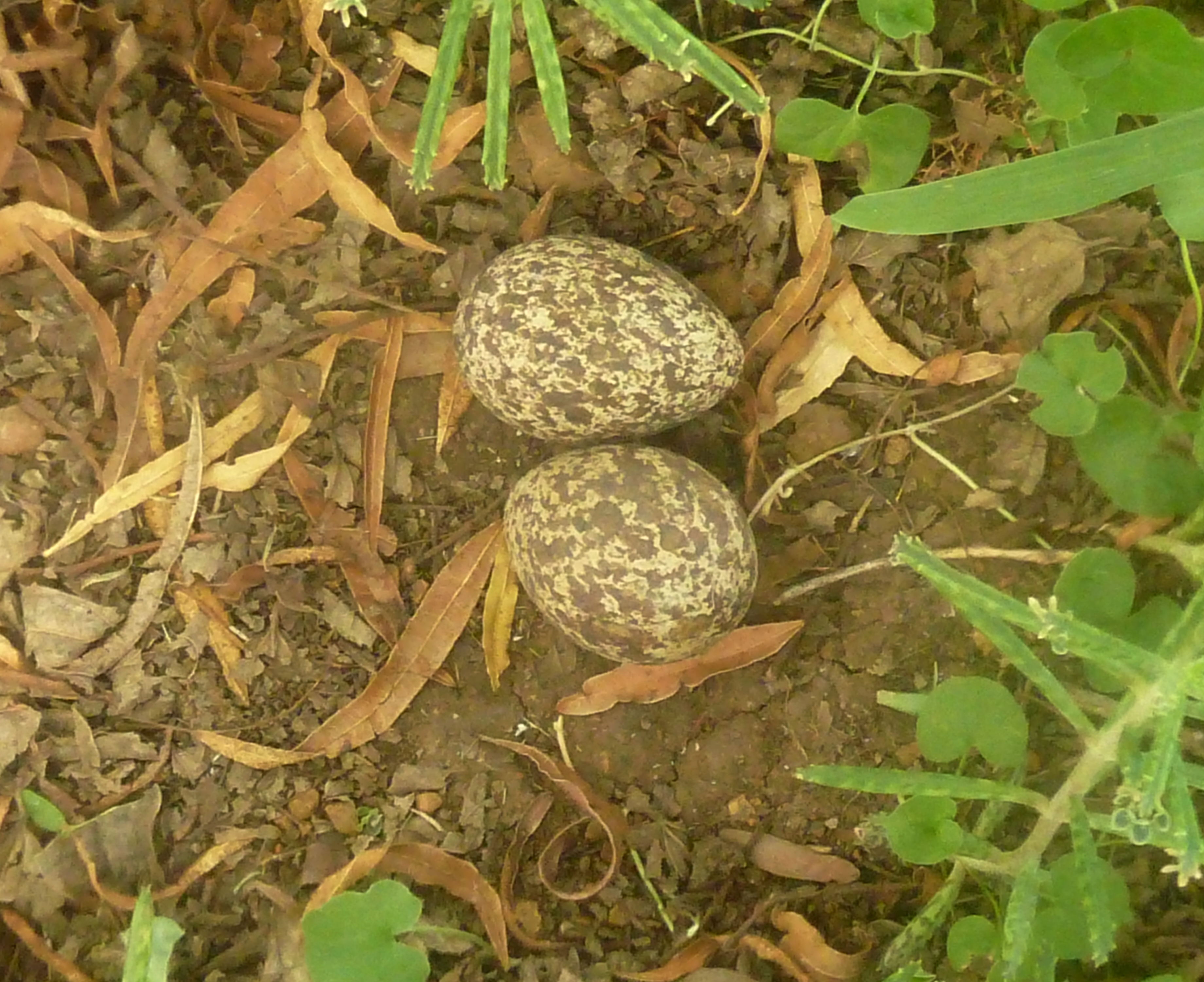
Fläcktjockfotens ägg i en förort till Pretoria, Sydafrika.

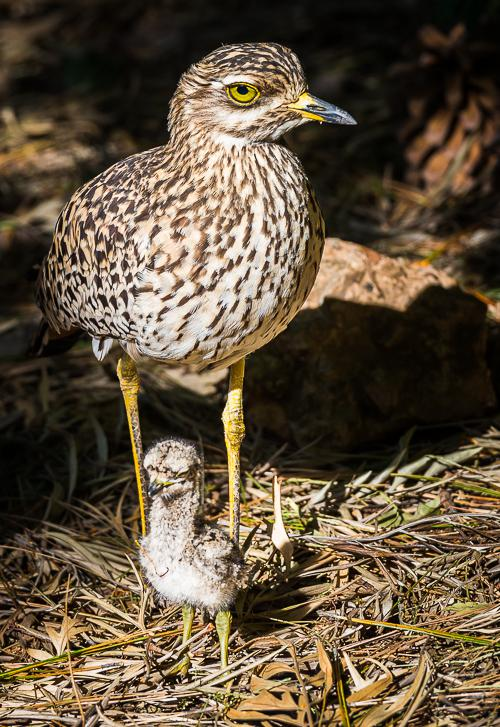
Fläcktjockfot med unge.

## Status
Arten har ett stort utbredningsområde och internationella naturvårdsunionen IUCN kategoriserar arten som livskraftig. Beståndsutvecklingen är dock oklar. Världspopulationen uppskattas till mellan 43 300 och 143 000 vuxna individer.